# Drag (Norwegen)
Drag (lulesamisch: Ájluokta) ist eine Ortschaft in der norwegischen Kommune Hamarøy, gelegen in der Provinz (Fylke) Nordland. Der Ort hat 301 Einwohner (Stand: 1. Januar 2024).

## Geografie
Drag ist ein sogenannter Tettsted, also eine Ansiedlung, die für statistische Zwecke als ein Gebiet gezählt wird. Der Ort liegt am Südwestufer des Meeresarms Tysfjord. Im Süden des Ortes liegt der See Storvatnet, an dessen Nordufer der Riksvei 827 die Verbindung zur nahegelegenen Europastraße 6 (E6) bildet.

## Geschichte
Drag gehörte bis Ende 2019 zur damaligen Kommune Tysfjord. Diese wurde im Rahmen der landesweiten Kommunalreform aufgespalten und Musken ging in der Folge in die Gemeinde Hamarøy über. Ab 2016 standen Tysfjord und Drag im Zentrum von Aufdeckungen, die eine Vielzahl von sexuellen Übergriffen im samischen Umfeld der Gegend betrafen, die zudem von der Polizei nur unzureichend bearbeitet worden waren.

## Sehenswürdigkeiten
Im Jahr 1994 wurde in Drag das lulesamische Kulturzentrum Árran (lulesamisch: Julevsáme guovdásj) eröffnet, dass unter anderem ein Museum, eine Bibliothek und einen samischen Kindergarten enthält. Die im Jahr 1972 errichtete Kirche Drag/Helleland kirke liegt etwas außerhalb des Dorfes, weiter im Inneren des Tysfjords.